# Palais de Bogor
Le Palais de Bogor, en indonésien Istana Bogor, est un palais à Bogor, dans la province de Java occidental en Indonésie. C'est l'un des six palais présidentiels indonésiens. Il jouxte le Jardin botanique de Bogor. Auparavant, c'était celle du gouverneur général des Indes néerlandaises et s'appelait Paleis Paleis te Buitenzorg.

## Histoire

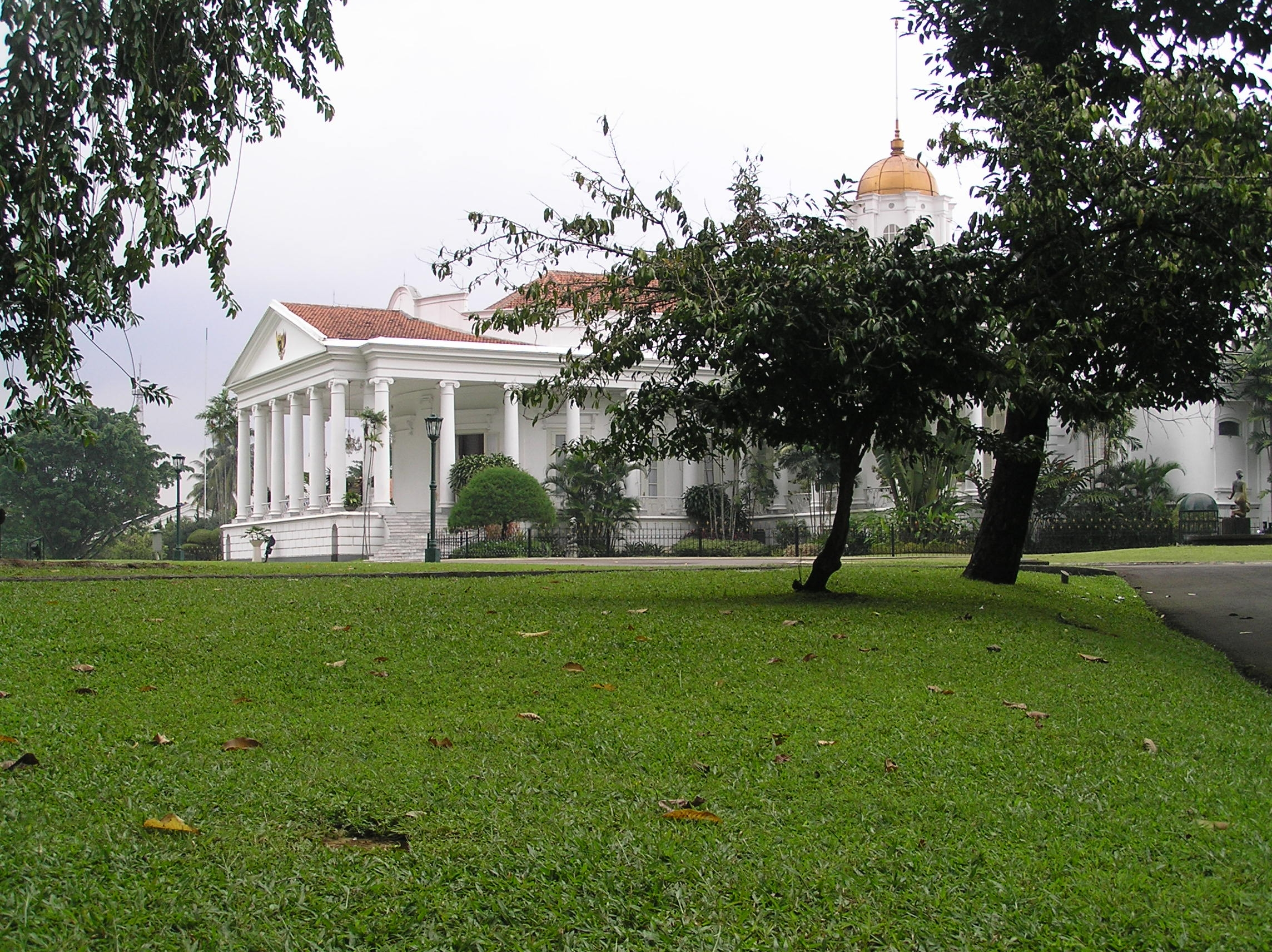
Vue du palais de Bogor depuis l'entrée principale
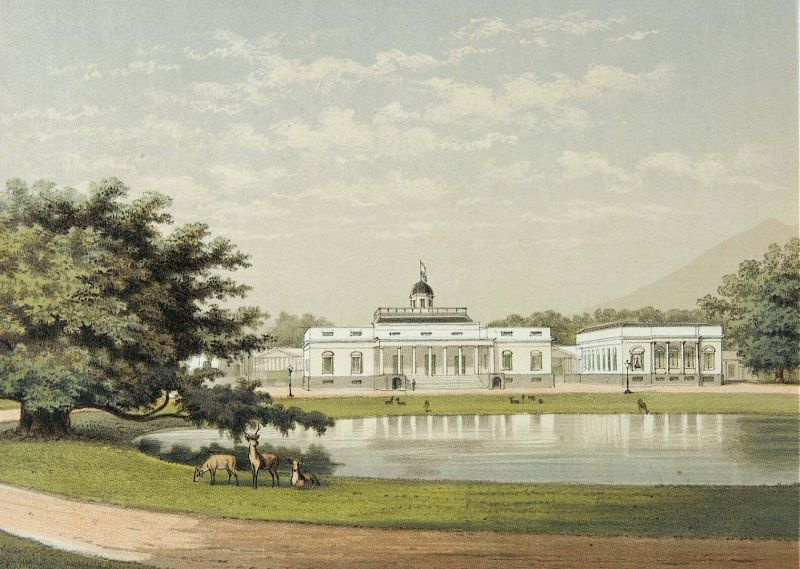
Lithographie du palais de Bogor en 1889 par Josias Cornelis Rappard
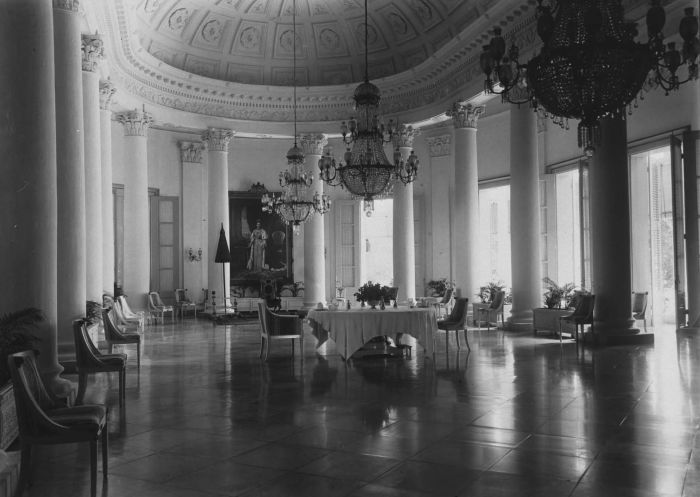
Grande salle du palais de Bogor en 1921
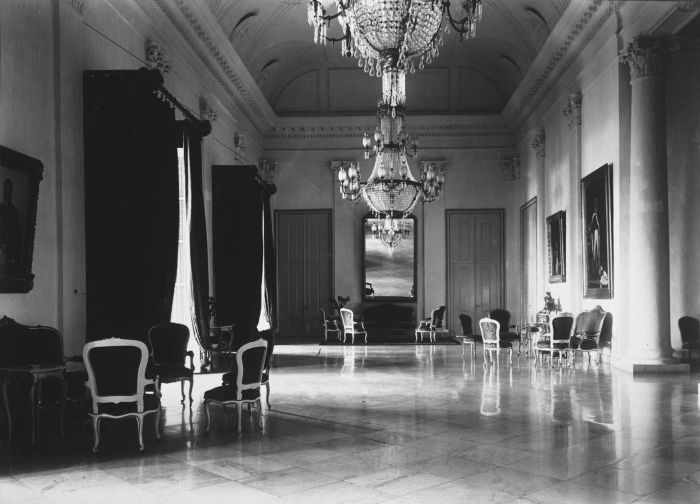
Intérieur du palais de Bogor en 1921